# كارل لودفيغ إرنست شرودر
كارل لودفيغ إرنست شرودر (بالألمانية: Karl Schroeder)‏ هو أستاذ جامعي ألماني، ولد في 9 سبتمبر 1838 في نويشتريليتز في ألمانيا، وتوفي في 8 فبراير 1887 في برلين في ألمانيا.